# Triage
Triage är en process för att sortera och prioritera patienter med utgångspunkt från anamnes, symtom och ibland vitalparametrar såsom andningsfrekvens, puls och kroppstemperatur. Ordet är bildat från franska trier, sortera.

## Historik
Begreppet uppkom under Napoleonkrigen med början inom den militära sjukvården, där de skadade soldaterna delades in i tre grupper:
1. De som överlever utan vård eller kan vänta på vård en längre tid.
2. De som omedelbart måste få vård för att överleva.
3. De som dör oavsett om de får vård eller ej.

## Syfte
Syftet är att de mest allvarliga eller brådskande fallen ska behandlas först. Triage används både på akutmottagningar och på katastrofplatser.
Triage förekommer även inom sjukvårdens telefonrådgivande verksamheter, till exempel SOS Alarm, giftinformationscentralen, sjukvårdsrådgivningen 1177 och vårdcentralernas telefonjourer. I en situation som karaktäriseras av begränsad information, det vill säga brist på synintryck, gör personalen bedömningar av uppringarnas tillstånd och fattar beslut om hur de ska hanteras.
Triageinstrumentet RETTS (Rapid emergency triage and treatment system) är ett av flera system som används av sjukvården för att snabbt bedöma och hantera akut sjukdom. RETTS består av en standardiserad och strukturerad anamnes (Emergency Symptomes and Signs, ESS) och ett antal vitalparametrar (VP). Det finns både ett RETTS för vuxna (RETTS-A) och ett RETTS för barn (retts-p).
Ett annat triageinstrument är Triagehandboken som tagits fram av Region Skåne. Istället för att som RETTS bedöma prioriteten av akut sjuka patienter bedömer Triagehandboken vilken vårdnivå som lämpar sig för en patient baserat på dennes symtom och vitalparametrar, oavsett om den är akut sjuk eller inte.

### Notförteckningar
1. ↑  Krey, Jens (2009). ”Det här är triage:”. Vårdfacket (6/7, juni). ISSN 0347-0911. https://www.vardfokus.se/tidningen/2009/nr-6-2009-6/det-har-ar-triage/. Läst 31 oktober 2017.
2. ↑  ”Från Napoleon till nu(tid)”. Vårdfacket. https://www.vardfokus.se/tidningen/2009/nr-6-2009-6/fran-napoleon-till-nutid/. Läst 5 juni 2009.
3. ↑  Jansson, Eva (2012). ”Rapid emergency triage and treatment system (RETTS)”. Swenurse. https://www.diva-portal.org/smash/get/diva2:541233/FULLTEXT02. Läst 6 juni 2018.
4. ↑  ”Om RETTS”. Predicare. http://predicare.se/om-retts/. Läst 6 juni 2018.
5. ↑  Björnheden, David; Gepertz, Simon (4). ”retts-p”. https://www2.sahlgrenska.se/upload/SU/omrade_1/Barnakuten/V%C3%A4gledning%20retts-p%20111104.pdf. Läst 6 juni 2018.[död länk]
6. ↑  ”Triagehandboken - Region Skåne”. vardgivare.skane.se. https://vardgivare.skane.se/vardriktlinjer/medicinska-omraden/akutsjukvard/dokument-och-lankar/handbocker/triagehandboken/. Läst 9 november 2018.[död länk]

### Källförteckningar
- Landquist, H. (2001) Råd och ruelse : moral och samtalsstrategier i Giftinformationscentralens telefonrådgivning, Uppsala Universitet
- Leppänen, V. (2003) Telefonsamtal till primärvården, Lund: Studentlitteratur
- Marklund, B. (1990) Medicinsk rådgivning på vårdcentraler och apotek : omfattning, innehåll och utvärdering med särskild tonvikt på vårdcentralernas telefonrådgivning, Vänersborg: C.W. Carlssons
- Wahlberg, A-C (2004) Telephone advice nursing, Stockholm: Karolinska institutet